# União Luziense EC
União Luziense Esporte Clube is een professionele Braziliaanse voetbalclub uit de stad Santa Luzia, in de staat Minas Gerais. De club werd opgericht op 27 november 1973.
In 2007 speelde de club in de Tweede Klasse van de Campeonato Mineiro.